# Корсиканці
Корсиканці (самоназва корсо / corso) — південноєвропейський романський народ у Франції, основне населення острова Корсика. 
Чисельність корсиканців сягає 300 тисяч чоловік. Розмовляють корсиканці французькою, у побуті ж використовують 2 говірки італійської мови — чизмонтанську та ольтремонтанську, які інколи розглядаються як діалекти окремої корсиканської мови. За віросповіданням є католиками.

## Етнічна історія
Етнічну основу корсиканців склали іберійські та лігурійські племена. У VIII—V століттях до нашої ери вони зазнали культурного впливу фінікійців, етрусків, греків і карфагенян. 
В результаті завоювання Корсики Римом (III ст. до н. е.) населення острова було поступово романізовано. 
У ранньому Середньовіччі відбулося змішання латиномовного населення острова з греками-візантійцями, готами, лангобардами, франками. Відтак, розпочалося формування корсиканської етнічної спільноти. 
У IX столітті Корсику захопили араби, в XI—XIV століття на ній панували пізанці і генуезці, що мали на корсиканців великий культурний і мовний вплив. 
Проникнення в середовище корсиканців французької мови та культури почалося цілеспрямовано лише в останній третині XVIII століття, коли острів увійшов (остаточно 1796 року) до складу Франції.
Найвідомішим корсиканцем у світі є Наполеон I Бонапарт.

## Традиційне господарство і культура
Головні традиційні заняття корсиканців — виноградарство, городництво, вирощування оливок, зернових, каштанів. Також розвинені тваринництво (вівці, кози), рибальство, видобуток морських губок і коралів, ремесла (плетіння кошиків, солом'яних капелюхів і т. п.), в'язання. 
У теперішній час велике місце в економіці Корсики посідає обслуговування туристів.
Чимало сільських і міських поселень корсиканців, що виникли в період арабського завоювання, розташовані ярусами на скелях.
Традиційний костюм — як архаїчний чоловічий, так і пізніший жіночий — близький до сардинського.
Сімейні обряди корсиканців в наші дні представлені лише фрагментарно. Зокрема, зберігаються звичаї, пов'язані зі сватанням, кровною помстою (вендетта), ритуальні скачки у день весілля тощо. У корсиканському фольклорі особливе місце займали пісні-плачі, віршовані імпровізації.